# Новый Стан (Тверская область)
Новый Стан — деревня в Лихославльском районе Тверской области.

## География
Находится в центральной части Тверской области на расстоянии приблизительно 28 км на север по прямой от районного центра города Лихославль на левом берегу реки Медведица.

## История
Деревня была отмечена ещё на карте Менде, состояние местности на которой соответствует 1848 году. В 1859 году здесь (погост Новостанское Вышневолоцкого уезда) было учтено 3 двора. До 2021 года деревня входила в Станское сельское поселение Лихославльского района до его упразднения.

## Население
Численность населения: 16 человек (1859 год), 17 (карелы 94 %) в 2002 году, 12 в 2010.